# 모아타운
모아타운은 서울특별시에서 추진 중인 빈집 및 소규모주택정비에 관한 특례법상  '소규모주택정비 관리지역'으로 신축구축이 혼재되어 재개발이 어려운지역을 대상으로 모아주택(소규모주택정비사업)을 활성화하기 위한 정책이다.   